# Iron Clad
Iron Clad was de naam van een bende uit het wilde westen die later een deel zou worden van de gedeputeerde bende genaamd The Lincoln County Regulators ook wel Regulators genoemd.
De groep is opgericht door John Tunstall wiens dood teken is voor het beëindigen van Iron Clad, want daarna richtten de leden van Iron Clad een nieuwe bende op, genaamd The Regulators waar de Iron Clad in opging.

## Leden
Later werd de naam Iron Clad wel gebruikt om de personen van een deel van de bende The regulators die deze bende hadden opgericht. Iron Clad bestond uit Amerikaanse en Mexicaanse comboy´s (waaronder ook indianen van Amerikaanse en Mexicaanse grond). Iron Clad was de harde kern van The Regulators en was een van de ruwste bendes in het Wilde Westen.
De leden van Iron Clad tot het veranderde in The Regulators:
- Billy the Kid
- Richard Brewer
- Frank McNab
- Josiah Gordon 'Doc' Scurlock
- Jose Chavez y Chavez
- George Coe
- Frank Coe
- Tom O'Folliard
- Jim French
- William McCloskey - Was lid maar bleek verrader te zijn volgens Billy the Kid en Frank McNab, ook werkte hij bij Tunstalls rivalen voordat hij bij Tunstall ging werken.
- John Middleton
- Fred Waite

## De Leiders
De eerste leider was John Tunstall en als onderbaas had hij Richard Brewer.
Na de dood van John Tunstall werd Richard Brewer de baas van Iron Clad en dus ook van de overige Regulators. Na de dood van Richard Brewer (op 4 april 1878) werd Frank McNab de baas en na zijn dood (op 29 april 1878) werd Josiah Gordon ´Doc´ Scurlock de baas.
Josiah Gordon ´Doc´ Scurlock was de enige leider die niet stierf in tijden van Iron Clad of The Regulators maar hij stierf in Eastland in Texas op 25 juli 1929 op een leeftijd van 80 jaar.
Leiders.
| Nr. Leider. | Naam Leider.            | Begin datum.      | Eind datum Leiding. | Duur Leiding. | Leeftijd tijdens Leiding. |
| ----------- | ----------------------- | ----------------- | ------------------- | ------------- | ------------------------- |
| 1           | John Tunstall.          | -                 | 18 februari 1878.   | -             | 24 jaar.                  |
| 2           | Richard Brewer.         | 18 februari 1878. | 4 april 1878.       | 35 dagen.     | 28 jaar.                  |
| 3           | Frank McNab.            | 4 april 1878.     | 29 april 1878.      | 26 dagen.     | -                         |
| 4           | Josiah Gordon Scurlock. | 29 april 1878.    | 19 juli 1878.       | 51 dagen.     | 29 jaar.                  |

## Oprichting en verdwijning
De bende werd opgericht door John Tunstall om hem te beschermen. Vooral tijdens het veedrijven want tijdens zijn bezigheden kon hij niet weten of er vijanden aankwamen.
Maar Tunstall gebruikte de leden ook om hem te helpen met het vee en allerlei andere klusjes.
Na de moord op John Tunstall verdween de naam Iron Clad. Dit omdat de bende er leden bijkreeg en ze tevens werden gedeputeerd. Vanaf toen werd de bende "The Lincoln County Regulators" genoemd, ook wel kortweg "The Regulators". Deze 'nieuwe' bende had de taak om de moordenaars van Tunstall te arresteren.
Met "The Lincoln County Regulators" begon ook The Lincoln County War die na vijf maanden met het uiteenvallen van The Regulators ook eindigde.
De meesten van hen verdwenen en leefde de rest van hun leven een zorgeloos bestaan(pas na te zijn ontsnapt uit New Mexico).
Een aantal waaronder Billy the Kid, Charlie Bowdre en Tom O'Folliard vormde weer een nieuwe bende. Hierbij sloten ook enkele oude vrienden van The Kid zich aan.
Deze nieuwe bende had geen officiële naam maar werd vaak gewoonweg "The Billy The Kid Gang" genoemd.
Hierbij sloten ook Dave Rudabaugh en Pat Garrett zich aan. Pat Garrett verliet later de bende weer en werd later ingehuurd door de staat om Billy gevangen te nemen. Dit deed hij en tijdens de achtervolging schoot hij Charlie Bowdre en Tom O'Folliard dood. Daarna kreeg hij The Kid ook nog te pakken maar die ontsnapte weer. Later kreeg Patt The Kid wederom te pakken en schoot hem dood.